# Katharine Hepburnová
Katharine Houghton Hepburnová, nepřechýleně Katharine Hepburn (12. května 1907 Hartford, Connecticut USA – 29. června 2003 Old Saybrook, Connecticut) byla americká herečka. Byla hereckou ikonou mezi americkými hvězdami filmu, televize a divadla, známá nejen svým důvtipem, ale i svou novoanglickou vznešeností a osobní nezávislostí.
Katharine Hepburnová je držitelkou čtyř cen Americké akademie filmového umění a věd Oscar za nejlepší herečku z dvanácti nominací celkem. V roce 1976 také obdržela cenu Emmy za hlavní roli v televizním filmu Love Among the Ruins (1975), kde hrála se svým přítelem Laurencem Olivierem. Během sedmdesát let trvající herecké kariéry byla nominována na dalších pět cen Emmy a na dvě americké divadelní ceny Tony (1970, Coco, Nejlepší muzikálová herečka; 1982, The West Side Waltz, Nejlepší činoherní herečka). V roce 1999 ji Americký filmový institut označil za nejlepší ženskou filmovou hvězdu všech dob.
Katharine Hepburnová má hvězdu na Hollywoodském chodníku slávy.

## Život

### Dětství a mládí (1907–1932)
Jejími rodiči byli Katharine Martha Houghton a Dr. Thomas Norval Hepburn, lékař v nemocnici v Hartfordu (Connecticut), propagátor zdravotní osvěty. Byli to svobodomyslní, vzdělaní a pokrokoví lidé, aktivisté za práva žen a černochů. Svým šesti dětem, které se narodily v průběhu patnácti let, vytvořili milující a chápající rodinné zázemí. Katharine se narodila 12. května 1907 jako jejich druhé dítě a kromě tří bratrů měla dvě mladší sestry.  Nejstarší bratr Tom spáchal v 16 letech sebevraždu a Katharine objevila jeho tělo. Důvody se nikdy nezjistily. Datum jeho narození, 8. listopadu, vydávala Hepburnová až do pozdního věku za své. Se svými sourozenci udržovala celý život velmi úzké vztahy a jejich děti jí nahrazovaly vlastní rodinu.

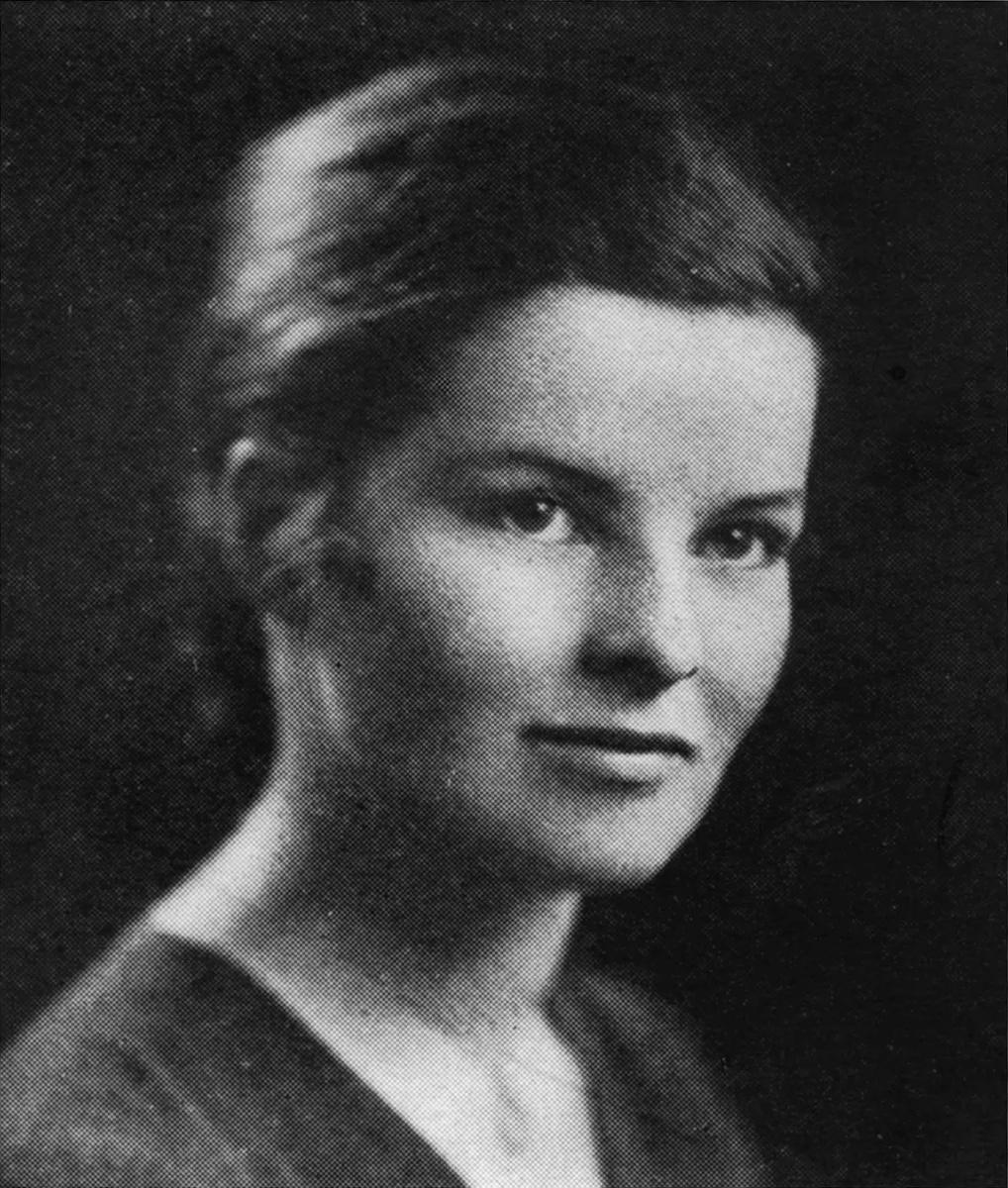
Fotografie z ročenky Bryn Mawr College, 1928

Rodina Hepburnových žila ve velkém domě v Hartfordu a prázdniny trávili na poloostrově Fenwick v zálivu Long Island Sound, kde si pořídili letní sídlo. Otec vedl své děti ke sportování, a tak Katharine uměla výborně plavat, skákat do vody, hrát golf a tenis. Do jejího šťastného dětství zasáhla tragická událost, která ji nadlouho duševně poznamenala. Po bratrově smrti opustila ve třinácti letech školu a dál měla soukromé učitele. V roce 1925 nastoupila do dívčí školy Bryn Mawr College (odpovídající gymnáziu), kde se objevila v několika představeních školního divadla. Školu ukončila v roce 1928 a byla rozhodnutá stát se herečkou. Začátky její herecké kariéry jsou spojeny s divadelní společností Knopf v Baltimoru. Přestěhovala se pak do New Yorku, kde brala soukromé hodiny hlasové techniky u Frances Robinson-Duffové. Jisté hlasové problémy ji v náročnějších rolích na divadle provázely celý život. V pokročilém věku začala znovu studovat hlasový projev a dokonce nahrála několik písní na gramofonové desky.
V prosinci 1928 se provdala za Ludlowa Ogdena Smithe (Luddy), se kterým se seznámila o rok dříve při pobytu ve Fenwicku. V dalších letech prošla jako nezávislá herečka různými divadelními soubory a postupně si získávala jméno. V roce 1931 obdržela hlavní roli v inscenaci Manžel bojovnice v divadle Morosco na Broadway. Výkon v této hře jí přinesl nabídku od společnosti RKO na účinkování ve filmech v Hollywoodu. V červenci 1932 opustila manžela a odjela do Kalifornie s přítelkyní Laurou Hardingovou.

### Začátek filmové kariéry (1932–1940)

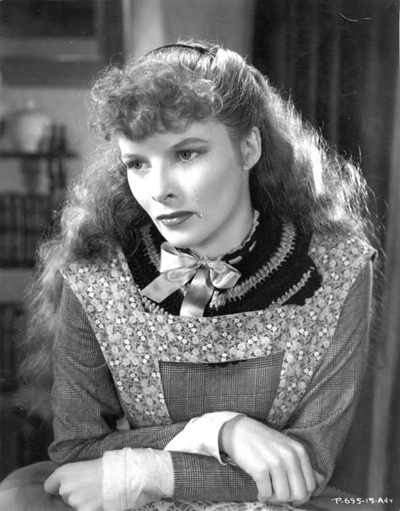
Hepburnová ve filmu Malé ženy, 1933

Prvním filmem Katharine Hepburnové byla Rozvodová záležitost v režii George Cukora z roku 1932. Byl to začátek jejich dlouholetého přátelství a spolupráce. Natočili spolu celkem deset filmů. V průběhu jednoho roku hrála v dalších čtyřech filmech, z nichž Morning Glory a Malé ženy zaznamenaly velký úspěch. Za výkon v Morning Glory získala v roce 1933 svého prvního Oscara. Stala se z ní nová filmová hvězda.
Koncem roku 1933 se vrátila do New Yorku, protože chtěla hrát divadlo. S manželem si našli nový dům na Manhattanu, ale Katharine dávala přednost své kariéře a nezávislosti, a tak se dohodli na rozvodu. Proběhl v Mexiku v dubnu 1934, ale oficiální akt před soudem Spojených států se konal až 18. září 1942. Producent a režisér Jed Harris jí nabídl hlavní roli v divadelním dramatu Jezero, ale premiéra v New Yorku skončila fiaskem. Kritika její výkon strhala, přestože v průběhu zkoušek Katharine pracovala na zlepšení své hlasové techniky. Přes nezájem publika chtěl producent pokračoval v uvádění hry. Katharine mu zaplatila náhradu za ušlé náklady, aby se ze smlouvy vyvázala.
Vrátila se do Hollywoodu, kde už dříve navázala vztah s filmovým agentem Lelandem Haywardem, ale protože si ho odmítla vzít, po čtyřech letech ji opustil.

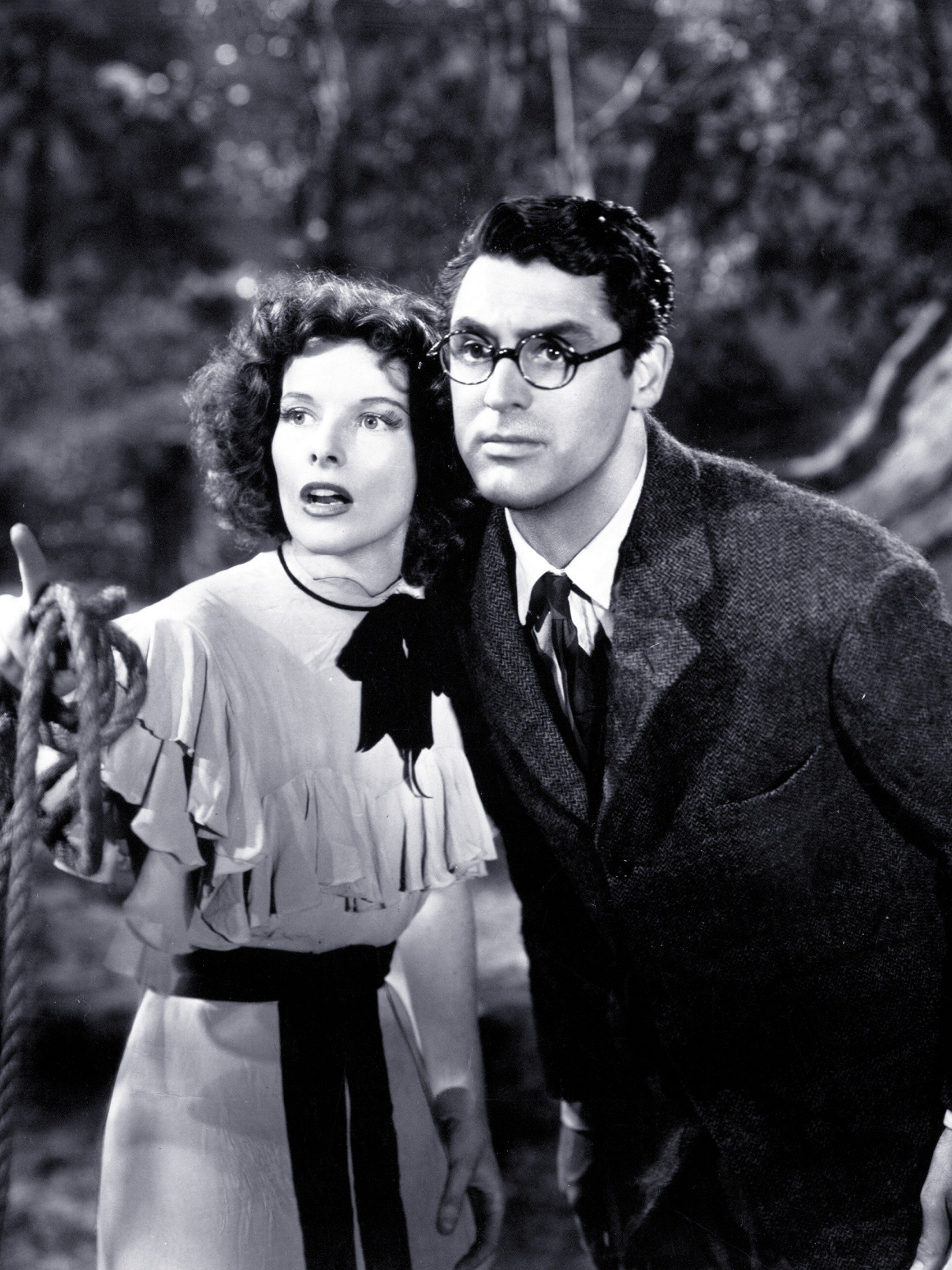
Hepburnová a Cary Grant ve filmu Leopardí žena, 1938

V polovině třicátých let se její filmová kariéra zcela propadla. Přestože natočila osm filmů, bylo její jméno spojováno s komerčním neúspěchem. Jejím posledním filmem se společností RKO byla bláznivá komedie Leopardí žena s Carym Grantem z roku 1937. Film, který při své premiéře příliš neuspěl, se časem stal hitem. V té době žila s milionářem a leteckým průkopníkem Howardem Hughesem. Jejich vztah skončil v roce 1938, když odmítla jeho nabídku k sňatku. Rozhodla se odjet na Východ do Fenwicku a věnovat se divadlu. S Hughesovou pomocí zakoupila práva na hru Příběh z Filadelfie, která měla premiéru 28. března 1939 v New Yorku v produkci divadla Guild. Po velkém úspěchu projevil šéf filmové společnosti Metro-Goldwyn-Mayer, Louis B. Mayer, zájem o filmovací práva. Ve filmu natočeném v letech 1939–1940 hráli Katharine Hepburnová, Cary Grant a James Stewart, který za svou roli získal Oscara. Režisérem byl na její přání George Cukor. Tímto filmem začala dlouholetá spolupráce Hepburnové a Louise B. Mayera, založená na vzájemném respektu.

### Hepburnová a Tracy (1941–1967)

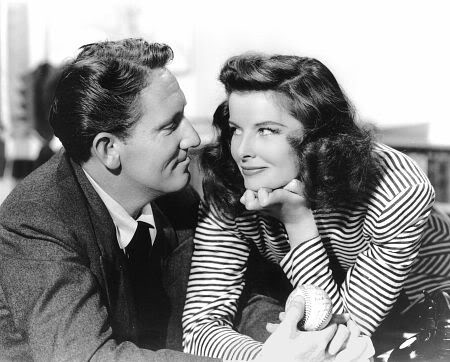
Hepburnová a Tracy ve filmu Nejprve stvořil ženu, 1942

Hepburnová nabídla Mayerovi další materiál, scénář filmu Nejprve stvořil ženu (1942), a vyžádala si do hlavní role Spencera Tracyho. Dvě velké filmové hvězdy se osobně setkaly až při natáčení tohoto filmu a z jejich spolupráce se vyvinulo partnerství na celý další život. Vztah těchto tak rozdílných vyhraněných osobností trval téměř třicet let, až do Tracyho smrti v roce 1967. Hepburnová dávala přednost kariéře před rodinným životem a Tracy měl závazky ke své zákonité manželce a dětem. S ohledem na jeho rodinu se na veřejnosti neprezentovali jako milostný pár a jejich diskrétnost respektoval dokonce i bulvární tisk. Natočili spolu devět filmů, ale kvůli pracovním povinnostem byli často odloučeni i na několik měsíců. Katharine pečovala o Tracyho, který měl problémy s alkoholem a její oddanost k němu byla na úkor vlastní kariéry. Tato nezávislá a sebevědomá žena chtěla pro svou životní lásku vytvořit život, jaký se jemu líbil, což jí poskytovalo potěšení. Přehlížela i občasné Tracyho milostné avantýry s mladými herečkami. 
Po obrovském úspěchu filmu Nejprve stvořil ženu přijala Katharine nabídku na novou divadelní roli v New Yorku a v roce 1942 pobývala několik měsíců na turné po Spojených státech. Během následujících osmi let hrála v devíti filmech, pět z nich natáčela s Tracym: Keeper of the Flame (1942), Without Love (1945), Moře trávy (1947), Vládní prohlášení (1948), Adamovo žebro (1949).
Koncem čtyřicátých let se vrátila na divadelní scénu v komedii Williama Shakespeara Jak se vám líbí v režii Michaela Benthalla, šéfa londýnského divadla Old Vic  Hra byla komerčně úspěšná a po sérii představení v New Yorku pokračovala na dlouhém turné po Spojených státech. V březnu 1951, když byla na návštěvě u rodičů v Hartfordu, jí náhle zemřela matka.

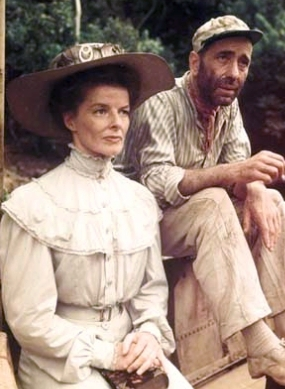
Hepburnová a Bogart ve filmu Africká královna, 1951

V té době byla Hepburnová obsazena do hlavní role filmu Africká královna a odjela s celým štábem natáčet do Belgického Konga. Náročné natáčení v Africe trvalo deset týdnů a stálo ji hodně sil, ale film se stal obrovským hitem. Hepburnová byla nominována na Oscara a její filmový partner Humphrey Bogart získal svou první a jedinou sošku. Po návratu do Hollywoodu natočila se Spencerem Tracym komedii ze sportovního prostředí s názvem Pat a Mike.
V únoru 1952 Hepburnová přes Tracyho námitky odletěla do Londýna, kde chtěla nastudovat divadelní hru G. B. Shawa Milionářka. Měla to být pocta její zemřelé matce. Publikum bylo jejím výkonem nadšeno, hra měla úspěch i na podzim v New Yorku. Uvažovala o jejím zfilmování, ale záměr se nepodařilo realizovat. V roce 1953 se ona i Tracy potýkali se zdravotními problémy. Zařídili si diskrétní bydlení v malém zahradním domku na pozemku režiséra George Cukora v Beverly Hills, i když oficiálně měli každý jinou adresu.
V roce 1954 natáčela Hepburnová v Benátkách film Letní opojení, který jí přinesl už šestou nominaci na Oscara. Při zpáteční cestě se zastavila v Londýně, kde jí bylo divadlem Old Vic nabídnuto, aby tam nastudovala Shakespearovy hry (Kupec benátský, Zkrocení zlé ženy, Něco za něco) a podnikla šestiměsíční turné po Austrálii. Po návratu pečovala o Tracyho, jehož zdravotní stav se během odloučení zhoršil. V roce 1955 natočila úspěšný film Obchodník s deštěm, který jí přinesl další oscarovou nominaci. O rok později se Hepburnová s Tracym spolu objevili v komedii Žena, která všechno ví. Natáčelo se v Kalifornii v době, kdy jejich blízký přítel Humphrey Bogart umíral na rakovinu a oni mu chtěli být nablízku. O pár měsíců později zemřel další přítel, který stál na začátku její filmové kariéry, L.B.Mayer.

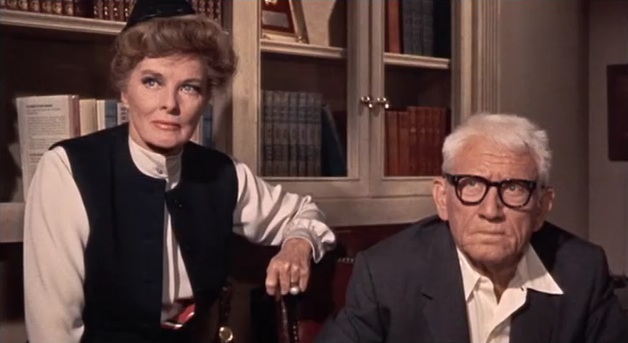
Hepburnová a Tracy ve filmu Hádej, kdo přijde na večeři, 1967

V závěru padesátých let spolupracovala s Americkým Shakespearovským festivalovým divadlem ve Stratfordu v Connecticutu, kde hrála v Kupci benátském (1957), Mnoho povyku pro nic (1957), Večeru tříkrálovém (1960) a Antoniovi a Kleopatře (1960). Mezi tím natočila v roce 1959 film Suddenly, Last Summer a opět byla nominována na Oscara. Doprovázela stárnoucího a nemocného Tracyho na natáčení jeho filmů, povzbuzovala ho a pečovala o něj. V roce 1961 přijali nabídku na společné filmování a v dramatu podle Eugena O’Neila Cesta dlouhého dne do noci předvedla Hepburnová jeden z vrcholů své kariéry. Následujících pět let se před kamerou neobjevila. Starala se o Tracyho a také navštěvovala nemocného otce, který zemřel v listopadu 1962. Jejich společný přítel, režisér Stanley Kramer, je v roce 1967 přesvědčil, aby přijali role ve filmu Hádej, kdo přijde na večeři. Těžce nemocný Tracy dva týdny po dokončení filmu zemřel. Byl to jejich nejúspěšnější film, který byl nominován na deset Oscarů, včetně ceny pro ně oba. Hepburnová si domek na pláži pronajímala dalších jedenáct let po Tracyho smrti.

### Pozdní kariéra a závěr života (1968–2003)
V roce 1969 přijala nabídku hrát Coco Chanel v muzikálu Coco na Broadwayi, v němž úspěšně předvedla své hlasové schopnosti.

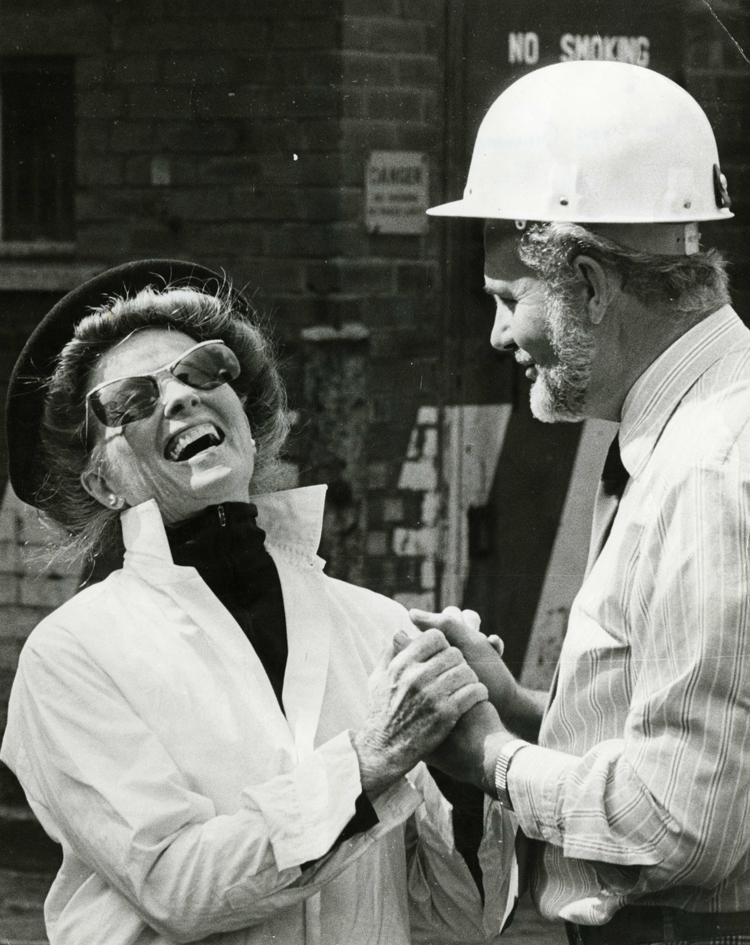
Katherine Hepburnová během natáčení televizního filmu Zelené obilí, 1978

Pokračovala ve filmování nejen v Americe, ale i v Evropě. V její filmografii se objevily další oscarové snímky: historické drama Lev v zimě (1968) s Peterem O’Toolem a Na Zlatém jezeře (1981) s Henry Fondou v roli stárnoucích rodičů. Posledním filmem, na kterém spolupracovala s Georgem Cukorem bylo Zelené obilí z roku 1979. Byla to adaptace divadelní hry Emlyna Williamse pro televizi, příběh učitelky usilující o možnost vzdělání pro chudého nadaného chlapce. Exteriéry se natáčely ve Walesu a Hepburnová za svou roli získala nominaci na cenu Emmy.
Pracovala a byla aktivní až do vysokého věku, přestože ji provázely i zdravotní potíže. Stále řídila auto a měla dopravní nehodu, při které utrpěla otevřenou zlomeninu nohy. Od roku 1983 se přátelila s dcerou Spencera Tracyho a teprve potom se ve svých pamětech otevřeně přiznala ke své životní lásce. Kniha s titulem Já, Katharine Hepburnová (ME by Katharine Hepburn) byla vydána v roce 1991, v češtině vyšla v roce 1993.
V závěru 20. století se více věnovala televizní tvorbě, naposledy stála před kamerou v roce 1994 v televizním filmu Jednou o Vánocích. Za svou roli získala ve věku 87 let nominaci na cenu SAG.

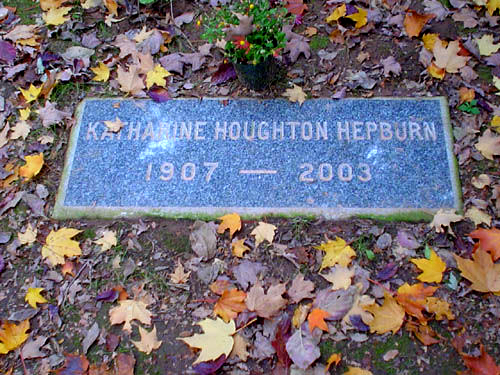
Náhrobní deska na hřbitově v Hartfordu

Katharine Hepburnová zemřela na zástavu srdce v červnu 2003 ve svém domě ve Fenwicku, měsíc po svých 96. narozeninách. Pohřbena byla na hřbitově Cedar Hill v Hartfordu. Na její přání je hrob označen jen prostou deskou.

## Ocenění a nominace
Cena Akademie (Academy Award)
- 1982 – Na Zlatém jezeře (Hlavní herečka) – ocenění
- 1969 – Lev v zimě (Hlavní herečka) – ocenění
- 1968 – Hádej, kdo přijde na večeři (Hlavní herečka) – ocenění
- 1963 – Cesta dlouhého dne do noci (Hlavní herečka)
- 1960 – Suddenly, Last Summer (Hlavní herečka)
- 1957 – Obchodník s deštěm (Hlavní herečka)
- 1956 – Letní opojení (Hlavní herečka)
- 1952 – Africká královna (Hlavní herečka)
- 1943 – Nejprve stvořil ženu (Hlavní herečka)
- 1941 – Příběh z Filadelfie (Hlavní herečka)
- 1936 – Alice Adamsová (Hlavní herečka)
- 1934 – Morning Glory (Hlavní herečka) – ocenění

Zlatý glóbus (Golden Globe Award)
- 1993 – Vánoční skrýš (TV film) (Nejlepší herečka v minisérii nebo TV filmu)
- 1982 – Na Zlatém jezeře (Nejlepší herečka – drama)
- 1969 – Lev v zimě (Nejlepší herečka – drama)
- 1968 – Hádej, kdo přijde na večeři (Nejlepší herečka – drama)
- 1963 – Cesta dlouhého dne do noci (Nejlepší herečka – drama)
- 1960 – Suddenly, Last Summer (Nejlepší herečka – drama)
- 1957 – Obchodník s deštěm (Nejlepší herečka – drama)
- 1953 – Pat a Mike (Nejlepší herečka – komedie nebo muzikál)

Filmový festival v Cannes (le Festival de Cannes)
- 1962 – Cesta dlouhého dne do noci (Nejlepší herečka) – ocenění

Benátský filmový festival (Mostra Internazionale d’Arte Cinematografica di Venezia)
- 1934 – Malé ženy (Coppa Volpi pro nejlepší herečku) – ocenění

Filmová cena Britské akademie (BAFTA Award)
- 1983 – Na Zlatém jezeře (Nejlepší herečka v hlavní roli) – ocenění
- 1969 – Hádej, kdo přijde na večeři (Nejlepší herečka v hlavní roli) – ocenění
- 1969 – Lev v zimě (Nejlepší herečka v hlavní roli) – ocenění
- 1958 – Obchodník s deštěm (Nejlepší zahraniční herečka)
- 1956 – Letní opojení (Nejlepší zahraniční herečka)
- 1953 – Africká královna (Nejlepší zahraniční herečka)

New York Film Critics Circle Award (NYFCC Award)
- 1955 – Letní opojení (Nejlepší herečka)
- 1952 – Africká královna (Nejlepší herečka)
- 1942 – Nejprve stvořil ženu (Nejlepší herečka)
- 1940 – Příběh z Filadelfie (Nejlepší herečka) – ocenění
- 1937 – Motýl vzlétl k záři (Nejlepší herečka)
- 1935 – Alice Adamsová (Nejlepší herečka)

Mezinárodní filmový festival Montrealu (Montréal World Film Festival)
- 1984 Grace Quigley (Special Prize of the Jury) – ocenění

Cena Emmy (Emmy Award)
- 1993 – Katharine Hepburn: All About Me
- 1986 – Mrs. Delafield Wants to Marry
- 1986 – The Spencer Tracy Legacy: A Tribute by Katharine Hepburn
- 1979 – The Corn is Green
- 1975 – Love Among the Ruins (Nejlepší herečka v minisérii nebo filmu) – ocenění
- 1974 – The Glass Menagerie[30]

## Filmografie
(a. z. – archivní záběry)
- 1994 Milostná aféra (Love Affair), režie Glenn Gordon Caron
- 1984 The Ultimate Solution of Grace Quigley (Konečné řešení Grace Quigleyové), partner Nick Nolte, režie Anthony Harvey
- 1981 Na Zlatém jezeře (On Golden Pond), partner Henry Fonda, režie Mark Rydell
- 1978 Olly, Olly, Oxen Free (Velké balónové dobrodružství), režie Richard O.Colla
- 1975 Rooster Cogburn (Šerif Cocburn), partner John Wayne, režie Stuart Millar
- 1973 A Delicate Balance (Křehká rovnováha), partner Paul Scofield, režie Tony Richardson
- 1971 The Trojan Women (Trójanky), režie Michalis Kakojanis
- 1969 The Madwoman of Chaillot (Bláznivá ze Chaillot), režie Bryan Forbes
- 1968 Lev v zimě (The Lion in Winter), partner Peter O´Toole, režie Anthony Harvey
- 1967 Hádej, kdo přijde na večeři (Guess Who's Coming to Dinner), partner Spencer Tracy, režie Stanley Kramer
- 1962 Cesta dlouhého dne do noci (Long Day's Journey into Night), partner Ralph Richardson, režie Sidney Lumet
- 1959 Suddenly, Last Summer (Náhle, loňského léta), partner Elisabeth Taylorová, Montgomery Clift, režie Joseph L.Mankiewicz
- 1957 Žena, která všechno ví (Desk Set), partner Spencer Tracy, režie Walter Lang
- 1956 The Iron Petticoat (Železná spodnička), partner Bob Hope, režie Ralph Thomas
- 1956 Obchodník s deštěm (The Rainmaker), partner Burt Lancaster, režie Joseph Anthony
- 1955 Letní opojení (Summertime), partner Rossano Brazzi, režie David Lean
- 1952 Pat a Mike (Pat and Mike), partner Spencer Tracy, režie George Cukor
- 1951 Africká královna (The African Queen), partner Humphrey Bogart, režie John Huston
- 1950 The Costume Designer – a. z. (krátký film)
- 1949 Adamovo žebro (Adam's Rib), partner Spencer Tracy, režie George Cukor
- 1948 Vládní prohlášení (State of the Union), partner Spencer Tracy, režie Frank Capra
- 1947 Moře trávy (The Sea of Grass), partner Spencer Tracy, režie Elia Kazan
- 1947 Song of Love (Píseň lásky), partner Paul Henreid, Robert Walker, režie Clarence Brown
- 1946 Undercurrent (Spodní proud), partner Robert Taylor, Robert Mitchum, režie Vincente Minelli
- 1945 Without Love (Bez lásky), partner Spencer Tracy, režie Harold S. Bucquet
- 1944 Dragon Seed (Dračí sémě), partner Walter Huston, režie Harold S. Bucquet
- 1944 Twenty Years After – a. z.
- 1943 Stage Door Canteen (Kantýna herců), režie Frank Borzage
- 1942 Keeper of the Flame (Strážce ohně), partner Spencer Tracy, režie George Cukor
- 1942 Nejprve stvořil ženu (Woman of the Year), partner Spencer Tracy, režie George Stevens
- 1940 Příběh z Filadelfie (The Philadelphia Story), partner Cary Grant, James Stewart, režie George Cukor
- 1938 Holiday (Prázdniny), partner Cary Grant, režie George Cukor
- 1938 Leopardí žena (Bringing Up Baby), partner Cary Grant, režie Howard Hawks
- 1937 Motýl vzlétl k záři (Stage Door), partneři Ginger Rogersová, Adolphe Menjou, režie Gregory La Cava
- 1937 Quality Street (V tiché uličce), partner Franchot Tone, režie George Stevens
- 1936 A Woman Rebels (Žena se bouří), partner Herbert Marshall, režie Mark Sandrich
- 1936 Marie Stuartovna (Mary of Scotland), partner Fredric March, režie John Ford
- 1935 Sylvia Scarlett (Sylvia Scarlettová), partner Cary Grant, režie George Cukor
- 1935 Alice Adamsová (Alice Adams), partner Fred MacMurray, režie George Stevens
- 1935 Zlomená srdce (Break of Hearts), partner Charles Boyer, režie Philip Moeler
- 1934 The Little Minister (Malý ministr), režie Richard Wallace
- 1934 Spitfire (Divoška), partner Robert Young, režie John Cromwell
- 1933 Malé ženy (Little Women), režie George Cukor
- 1933 Ranní záře (Morning Glory ), partner Douglas Fairbanks jr., režie Lowell Sherman
- 1933 Její poslední rekord (Christopher Strong), partner Colin Clive, režie Dorothy Arznerová
- 1932 Rozvodová záležitost (A Bill of Divorcement), partner John Barrymore, režie George Cukor

Televizní film
- 1994 A co když je to láska? (This Can't Be Love), partner Anthony Quinn, režie Anthony Harvey
- 1994 Jednou o Vánocích (One Christmas), režie Tony Bill
- 1992 Vánoční skrýš (The Man Upstairs), partner Ryan O’Neal, režie George Schaefer
- 1988 Laura Lansing Slept Here (Tady spala Laura Lansingová), režie George Schaefer
- 1986 Mrs. Delafield Wants to Marry (Paní Delafieldová se chce vdát), partner Denholm Elliott, režie George Schaefer
- 1979 Zelené obilí (The Corn Is Green), režie George Cukor
- 1975 Love Among the Ruins (Láska mezi ruinami), partner Laurence Olivier, režie George Cukor
- 1973 The Glass Menagerie (Skleněný zvěřinec), režie Anthony Harvey

Dokumentární film
- 2014 Reel Herstory: The Real Story of Reel Women – a. z.
- 2010 Embracing Chaos: Making the African Queen – a. z.
- 1996 The Line King: The Al Hirschfeld Story
- 1988 Michael Jackson: The Legend Continues
- 1985 George Stevens: A Filmmaker's Journey
- 1975 Brother, Can You Spare a Dime?
- 1971 Režie: John Ford
- 1964 The Big Parade of Comedy – a. z.
- 1948 Some of the Best
- 1941 Women in Defense

Televizní dokumentární film, příp. seriál
- 2011 Hvězdy stříbrného plátna (TV seriál)
- 2001 Historie vs. Hollywood (TV seriál)
- 2001 War Stories with Oliver North (TV seriál)
- 1997 Hidden Hollywood: Treasures from the 20th Century Fox Film Vaults – a. z.
- 1995 50 Years of Funny Females
- 1994 100 let hollywoodského westernu
- 1993 Katharine Hepburn: All About Me
- 1988 Bacall on Bogart
- 1988 The Making of a Legend: Gone with the Wind
- 1987 Hollywood The Golden Years: The RKO Story (TV seriál)
- 1987 James Stewart: A Wonderful Life
- 1972 Hollywood: The Dream Factory – a. z.
- 1968 Black History: Lost Stolen, or Strayed
- 1963 Hollywood: The Great Stars – a. z.

TV pořad
- 2004 76. Annual Academy Awards
- 1993 The 65th Annual Academy Awards – a. z.
- 1990 Night of 100 Stars III
- 1986 The 38th Annual Primetime Emmy Awards
- 1962 Hollywood: The Fabulous Era – a. z.[30]